# Nicolae Vasilescu
Nicolae Vasilescu (n. 15 august 1967, București) este un politician român, membru al Parlamentului României. 
Începând cu 19 decembrie 2012, este președinte al Comisiei pentru Regulament a Camerei Deputaților.

## Familie
Tatăl său s-a născut în comuna Slobozia Moară, județul Dâmbovița, într-o familie de țărani înstăriți. Bunicul din partea tatălui (Vasilescu Nicușor) a fost primar al comunei. Bunica din partea tatălui (Vasilescu Frusina) a murit la câteva zile după nașterea tatălui său. La 20 de ani, tatăl său a venit în București și a lucrat pe șantierul care avea să construiască Cinematografia Română de la Buftea. Așa a cunoscut-o pe mama sa. A lucrat apoi 44 de ani la întreprinderea “Autobuzul” din București, fiind muncitor specialist și maistru. 
Mama sa s-a născut în satul Flămânzeni, lângă Buftea. Toată familia dinspre tatăl ei (Bisze Eduard) își desfășoară arborele genealogic între Germania și Austria. 
Bunicul său din partea mamei a venit în România după primul război mondial și după obținerea cetățeniei române, a făcut parte din regimentul “Mihai Viteazul”. A fost rănit grav. Unul dintre gloanțele care l-a lovit nu a putut niciodată să-i fie extras. Prin 1920, el a cunoscut-o pe bunica sa din partea mamei (Bisze Alexandrina), fiica de țărani săraci din Flămânzeni. Așadar, după arborele genealogic, se poate considera că Nicolae Vasilescu este 75% român și 25% neamț.
În facultate, Nicoale Vasilescu a cunoscut-o pe Irina care în 1989 i-a devenit soție. Pe 5 aprilie 1992 s-a născut fiul lor, Eugeniu Ioan Vasilescu.

## Studii
- Institutul de Construcții București – Facultatea de Utilaj Tehnologic (1990)
- Universitatea Bioterra București – Facultatea de Drept (2006)
- Master în Securitate Comunitară și Terorism (2009)
- Colegiul Național de Apărare – seria IX (2001)
- I.C.B. -  Studii post-universitare de Pedagogie Tehnică (1991)
- Cursuri și seminarii internaționale de perfecționare în management administrativ, societate civilă și programe internaționale (Paris, Bruxelles, Strasbourg, Atena, New York, Rotterdam, Seul)

## Activitate profesională
- Inginer, șef secție coordonator – S.C. ROCAR S.A. (1994-1996)
- Inginer, tehnolog de productie – S.C. ROCAR S.A. (1990-1994)

## Activitate politică
- Secretar Executiv al Partidului Social Democrat (2010 – prezent)
- Președinte al Departamentului pentru Relația cu Secretariatul General din cadrul Consiliului Național al Partidului Social Democrat
- Membru al Biroului Electoral Central și reprezentant al PSD pentru alegerile locale (2008, 2012), parlamentare (noiembrie 2008), europarlamentare (iunie 2009)
- Vicepreședinte al Partidului România Mare (2002-2005)
- Șef al Departamentului pentru Studii și Politici Electorale al P.R.M. (2002-2005)
- Președinte de onoare, președinte și fondator al Organizatiei de Tineret România Mare (1991-2005)
- Membru fondator al Partidului România Mare (mai 1991)

## Activitate parlamentară
- Deputat în legislaturile 1996-2000, 2000-2004 și 2012-2016
- Șeful Departamentului Legislativ al Camerei Deputaților 2009-2012
- Chestor al Camerei Deputaților 2002-2004
- Director general al Secretariatului General al Camerei Deputaților 2005-2006
- Vicepreședinte al comisiei pentru Regulament a Camerei Deputaților 2000-2004
- Secretar al Comisiei pentru Învațământ, Știință, Tineret și Sport din Camera Deputaților 2000-2002
- Președinte al subcomisiei parlamentare pentru Tineret și Sport din Camera Deputaților 1998-2000
- Coordonatorul Departamentului Juridic din cadrul Echipei de Campanie a PSD la alegerile Locale, Parlamentare, Europarlamentare și Prezidențiale
- Secretar al Grupului Parlamentar P.R.M. din Camera Deputaților 2001-2002
- Prim-vicepreședinte al Partidului Popular 2005-2006
- Vicepreședinte al Partidului România Mare 2002-2005
- Șef al Departamentului pentru Studii și Politici Electorale al P.R.M. 2002-2005
- Membru în Biroul Permanent al P.R.M. 2002-2005
- Membru în Comitetul Director al P.R.M 1991-2005
- Coordonator național al campaniilor electorale P.R.M. 1996-2000-2004
- Președinte de onoare al Organizației de Tineret România Mare 2002-2005
- Președinte si membru fondator al Organizatiei de Tineret a P.R.M. 1991-2001
- Membru fondator al Partidului România Mare 1991
- Membru al Biroului Coordonator al Uniunii Europei Occidentale -U.E.O. (2004)
- Raportor și membru al Comitetului pentru relatii publice si parlamentare al U.E.O. 2000-2004
- Membru al Delegatiei Permanente a Parlamentului României în Adunarea Parlamentară a U.E.O. 2000-2004
- Raportor și membru în adunarea consultativă a O.N.U. în cadrul E.C.O.S.O.C. 1998-2004
- Președinte al Grupului Parlamentar de prietenie cu Republica Coreea 2000-2004
- Membru al Grupului Parlamentar de prietenie cu Republica Populară Chineză 1996-2004
- Membru al Grupurilor Parlamentare de prietenie cu Republica Cuba 2000-2004, Republica Coreea 1996-2004, Republica Libaneză 1996-2000
- Membru fondator și președinte al Societății de prietenie Româno-Chineză 2005
- Președinte al Fundației "Pro-Romania" 2005-2006
- Membru fondator si coordonator al "DINO-CLUB Romania" 2005-2006
- Vicepreședinte al Consiliului Tineretului din Romania - C.T.R. 1996-2002
- Vicepreședinte al Consiliului National al Tineretului din România -C.N.T.R. 1992-1996 *Vicepresedinte al Fundatiei Nationale de Lupta impotriva Rasismului, Antisemitismului, Xenofobiei si Intoleratei - R.A.X.I. 1995-1998
- Vicepreședinte al Asociației Tineretului Român pentru Integrare și Cooperare Europeană A.T.R.I.C.E. 1993-1998
- Președinte al Fundatiei “CRED”- Centrul Român de Informare și Documentare pentru Tineret 2002-2006
- Președinte de onoare al Asociației Tineretului Român din Harghita și Covasna 2003-2006

## Inițiative legislative
Ca deputat a depus urmatoarele initiative legislative:
- 1. 308/1998 Propunere legislativa privind Legea Educatiei Fizice si Sportului.
- 2. 486/1999 Propunere legislativa privind declaratiile de avere si controlul veridicitatii acestora
- 3. 362/2000 Propunere legislativa privind reglementarea situatiei juridice si a administrarii patrimoniului fostei Uniuni a Tineretului Comunist (modificarea și completarea Decretului-Lege nr.150/1990).
- 4. 80/2001 Propunere legislativa pentru completarea art.5 si a art.6 din Legea nr.88/1993, privind acreditarea institutiilor de învatamânt superior si recunoasterea diplomelor.
- 5. 13/2002 Propunere legislativa privind declaratiile de avere si controlul veridicitatii acestora.
- 6. 499/2002 Propunere legislativa pentru modificarea si completarea Legii nr.68/1992 privind alegerea Camerei Deputatilor si a Senatului.
- 7. 253/2003 Propunere legislativa de modificare si completare a Legii nr.84/1995, cu modificarile si completarile ulterioare
- 8. 466/2003 Propunere legislativa pentru modificarea si completarea Legii nr.68/1992 privind alegerea Camerei Deputatilor si a Senatului
- 9. 65/2004 Proiect de Lege pentru alegerea autoritatilor administratiei publice locale
- 10. 110/2004 Proiect de Lege pentru alegerea Presedintelui României
- 11. 199/2004 Propunere legislativa privind instituirea Zilei nationale a tineretului
- 12. 272/2004 Propunere legislativa pentru modificarea si completarea Legii privind aprobarea O.U.G. nr.121/2001, pentru suspendarea temporara a procedurilor referitoare la adoptiile internationale nr.347/2002
- 13. 339/2004 Propunere legislativa privind regimul juridic al Consiliului Tineretului din România.
- 14. 355/2004 Propunere legislativa - Legea Tineretului
- 15. 420/2004 Propunere legislativa pentru modificarea si completarea Legii nr.68/1992 privind alegerea Camerei Deputatilor si a Senatului

## Activitate internațională
- Președinte și membru fondator al Casei Româno-Chineze (2011 – prezent)
- Membru al Biroului Coordonator al Uniunii  Europei Occidentale -U.E.O. (2004)
- Raportor și membru al Comitetului pentru relații publice și parlamentare al U.E.O. (2000-2004)
- Membru al Delegației Permanente a Parlamentului României în Adunarea Parlamentară a U.E.O. (2000-2004)
- Raportor și membru în Adunarea consultativa a O.N.U. în cadrul E.C.O.S.O.C. (1998-2004)
- Președinte al Grupului Parlamentar de prietenie cu Republica Coreea (2000-2004)
- Membru al Grupului Parlamentar de prietenie cu Republica Populară Chineză (1996-2004)

## Activitate civică
- Președinte al Fundației  “CRED”- Centrul Român pentru Educație și Democrație (2002-prezent)
- Vicepreședinte al Consiliului Tineretului din România – C.T.R. (1996-2002)
- Vicepreședinte al Consiliului Național al Tineretului din România -C.N.T.R. (1992-1996)
- Vicepreședinte al Fundației Naționale de Luptă împotriva Rasismului, Antisemitismului, Xenofobiei și Intoleraței – R.A.X.I. (1995-1998)
- Vicepresedinte al Asociației Tineretului Român pentru Integrare și Cooperare Europeană  A.T.R.I.C.E. (1993-1998)

## Condamnare penală
A fost condamnat definitiv la doi ani de închisoare cu executare pentru trafic de influență în 2013. A stat în închisoare un an și jumătate. 